# Krchlebská Lhota
Krchlebská Lhota (německy Kirchleiner Lhota) je malá vesnice, část obce Zbýšov v okrese Kutná Hora. Nachází se asi půl kilometru severozápadně od Zbýšova. Protéká tudy Krchlebský potok, který je levostranným přítokem Jánského potoka. Krchlebská Lhota je také název katastrálního území o rozloze 1,37 km².

## Historie
První písemná zmínka o vesnici pochází z roku 1378.